# Per Nilsson (basist)
Per Herbert Nilsson, född 20 november 1936 i Karlskoga, död oktober 2010, var en svensk musiker (basist). Han var medlem i dansbandet Sten & Stanley 1962–1987, men gjorde även tillfälliga inhopp i bandet efter dess. Han var bror till Ebbe och Sten Nilsson.
Per Nilsson avled i cancer i oktober 2010.